# Любляно-Гаазька Конвенція
Любляно-Гаазька Конвенція про міжнародне співробітництво в розслідуванні та притягненні до відповідальності за злочин геноциду, злочини проти людяності, воєнні злочини та інші міжнародні злочини (The Ljubljana – The Hague Convention on International Cooperation in the Investigation and Prosecution of Genocide, Crimes against Humanity, War Crimes and other International Crimes) підписана 14 лютого 2024 року в Палаці миру, в місті Гаага, Нідерланди. З боку України Конвенцію підписала уповноважена Президентом України заступниця міністра юстиції України Ірина Мудра та 34 країни. На церемонії підписання Любляно-Гаазької конвенції були присутні представники 53 країн, з яких 15 – у статусі спостерігачів, сім міжнародних організацій та 10 організацій громадянського суспільства.

## Історія
Розробку Конвенції було започатковано за ініціативи Аргентини, Бельгії, Монголії, Нідерландів, Сенегалу та Словенії. Участь у розробці Конвенції взяли більш ніж 80 держав світу, у тому числі Україна. Над текстом Конвенції працювали представники Міністерства юстиції, Міністерства закордонних справ та Офісу Генерального прокурора.
Текст Конвенції було прийнято 26 травня 2023 року, у місті Любляна (Республіка Словенія), під час роботи міжнародної Дипломатичної конференції. Делегація України на чолі із заступницею міністра юстиції Іриною Мудрою разом із делегаціями 52 інших держав-учасниць і 16 держав-спостерігачів обговорили й узгодили текст нового багатостороннього міжнародного договору, що стає глобальним інструментом у міжнародній боротьбі з безкарністю осіб, які вчинили найбільш тяжкі злочини в порушення міжнародного права і міжнародного гуманітарного права. 

## Любляно-Гаазька Конвенція
Любляно-Гаазька Конвенція спрямована на сприяння та зміцнення міждержавної співпраці, виходячи з універсального обов’язку держав розслідувати та притягувати до відповідальності за серйозні порушення міжнародного права, не залишаючи їх безкарними.
Співпраця на підставі Конвенції охоплює отримання судами, органами досудового розслідування і прокуратури міжнародної правової допомоги при збиранні доказів, а також можливість здійснювати екстрадицію осіб, які є підозрюваними чи засудженими за такі злочини і намагаються уникнути кримінальної відповідальності, переховуючись за кордоном, і передачу засуджених осіб.
Зокрема вона скасовує політичні обґрунтування й строк давності як підстави не видавати міжнародних злочинців, а також вимагає від підписантів самостійно проводити кримінальне розслідування згаданих міжнародних злочинів.
Приєднання України до Конвенції та інших держав-розробниць дасть змогу забезпечити ефективне співробітництво компетентних органів України під час кримінальних проваджень з розслідування геноциду, злочинів проти людяності, воєнних злочинів, скоєних на території нашої держави під час російської війни проти України, отримання міжнародної правової допомоги і здійснення екстрадиції воєнних злочинців і з Європейського континенту, і з держав Азії, Африки і Південної та Північної Америки. 
Надзвичайна актуальність цієї Конвенції для України обумовлюється необхідністю доповнити та підсилити національні дії з розслідування та притягнення до відповідальності за вчинення міжнародних злочинів, кількість яких зростає щоденно.